# Phyllodes inspicillator
Phyllodes inspicillator är en fjärilsart som beskrevs av Achille Guenée 1852. Phyllodes inspicillator ingår i släktet Phyllodes och familjen nattflyn. Inga underarter finns listade i Catalogue of Life.